# Potim
Potim, amtlich portugiesisch Município de Potim, ist eine Stadt im brasilianischen Bundesstaat São Paulo. Sie liegt 167 km nordöstlich von der Hauptstadt São Paulo entfernt und gehört zur Metropolregion Vale do Paraíba e Litoral Norte. Die Bevölkerungszahl wurde zum 1. Juli 2019 auf 24.643 Einwohner geschätzt, die auf einer Gemeindefläche von rund 44,5 km² leben und Potinenser (potinenses) genannt werden. Die Gemeinde steht an 250. Stelle der 645 Munizips des Bundesstaats.

## Geographie
Umliegende Orte sind Aparecida, Guaratinguetá, Pindamonhangaba und Roseira. Sie hat östlich Anschluss an die BR-116.

## Geschichte
Die Gemeinde wurde 1991 durch Landesgesetz gegründet.